# Dreieck Essen-Ost
De Dreieck Essen-Ost is een knooppunt in de Duitse deelstaat Noordrijn-Westfalen. Op deze snelwegsplitsing bij de stad Essen sluit de A52 vanuit Düsseldorf aan op de A40 (Nederlandse grens-Dortmund).

## Richtingen knooppunt
| Aansluitende wegen                | Aansluitende wegen | Aansluitende wegen  | Aansluitende wegen | Aansluitende wegen           |
| --------------------------------- | ------------------ | ------------------- | ------------------ | ---------------------------- |
|                                   |                    |                     |                    | richting Essen-Kray / Bochum |
|                                   |                    |                     |                    |                              |
| richting Essen-Zentrum / Duisburg |                    |                     |                    |                              |
|                                   |                    |                     |                    |                              |
|                                   |                    | richting Düsseldorf |                    |                              |